# Inna Haponenko
Inna Haponenko, ukr. Iнна Гапоненко (ur. 22 czerwca 1976) – ukraińska szachistka, arcymistrzyni od 1995 roku, posiadaczka męskiego tytułu mistrza międzynarodowego od 2002. W czasie swojej kariery występowała również pod nazwiskiem Janowska.

## Kariera szachowa
W 1990 zdobyła w Fond du Lac tytuł wicemistrzyni świata do 14 lat. Od połowy lat 90. należy do ścisłej czołówki ukraińskich szachistek. W 1995 wzięła udział w turnieju międzystrefowym (eliminacji mistrzostw świata) w Kiszyniowie, w stawce 52 zawodniczek zajmując XII miejsce. W 2000 podzieliła I m. w Rodewisch (wspólnie z Tetianą Wasylewycz i Maią Lomineiszwili). W 2001 w Moskwie awansowała do II rundy mistrzostw świata systemem pucharowym, w której przegrała z Alisą Marić. W [2002 zdobyła w Antalyi tytuł mistrzyni Europy w szachach szybkich oraz zwyciężyła w otwartym turnieju w Trewirze, natomiast w następnym roku podzieliła I miejsca w Schneebergu (wraz z Tetianą Wasylewycz) oraz Belforcie (wraz z Cristiną-Adelą Foișor). W 2004 zajęła II miejsce (za Manuelem Apicella) w Saint-Chély-d’Aubrac. W 2005 wystąpiła w silnie obsadzonym dwukołowym turnieju w Biel/Bienne, zajmując III miejsce (za Subbaraman Vijayalakshmi i Almirą Skripczenko). W 2008 zdobyła tytuł mistrzyni Ukrainy.
Wielokrotnie reprezentowała Ukrainę w rozgrywkach drużynowych, między innymi:
- dziesięciokrotnie na olimpiadach szachowych (w latach 1994, 1996, 1998, 2002, 2004, 2006, 2008, 2010, 2012, 2014); sześciokrotna medalistka: wspólnie z drużyną – złota (2006), srebrna (2008) i dwukrotnie brązowa (2012, 2014) oraz indywidualnie – złota (2010 – na IV szachownicy) i srebrna (2006 – na III szachownicy)[6]
- pięciokrotnie na drużynowych mistrzostwach świata (w latach 2007, 2009, 2011, 2013, 2015), pięciokrotna medalistka: wspólnie z drużyną – złota (2013) i dwukrotnie brązowa (2007, 2009) oraz indywidualnie – dwukrotnie złota (2007 – na III szachownicy, 2009 – na III szachownicy)[7]
- siedmiokrotnie na drużynowych mistrzostwach Europy (w latach 2001, 2003, 2005, 2007, 2009, 2011, 2013); dwukrotna medalistka: wspólnie z drużyną – złota (2013) i brązowa (2009)[8].

Najwyższy wynik rankingowy w dotychczasowej karierze osiągnęła 1 kwietnia 2005; mając 2482 punkty, zajmowała wówczas 11. miejsce na świecie.